# Quirino Toccacelli
Quirino Toccaceli (né le 25 décembre 1916 à Rome, et mort le 24 mai 1982 dans la même ville, est un coureur cycliste italien. Professionnel de 1937 à 1950.
Son frère Edmondo Toccaceli (1913-1980) fut aussi coureur professionnel.

## Palmarès
- 1938
  - Coppa Elisa Ferretti
- 1939
  - Coppa Leopoldo Bozzi
  - Coppa M.A.T.E.R
- 1940
  - Coppa Costanza Ciano

- 1942
  -  Champion d'Italie sur route des indépendants
  - 2e du Milan-Mantoue
  - 3e du Tour de Lombardie
  - Coppa Littorio
- 1943
  - Tour du Latium
  - Troféo Tonetti
  - 3e du Milan-San Remo
- 1945
  - Circuit d'Ancona
  - Circuit Valle del Liri
  - Coppa Corradini
  - 2e de la Coppa Gelsomini
  - 3e du Tour de Campanie
- 1946
  - Circuit Valle del Liri
  - Tour des Deux Golfs
  - Grand Prix Jesi
  - Coppa Mariani
  - 3e du Grand Prix de l'industrie et du commerce de Prato
- 1947
  - Milan-Mantoue

## Résultats sur les grands tours

### Tour d'Italie
4 Participations
- 1940 : abandon
- 1946 : abandon
- 1947 : 32e
- 1948 : 25e